# Самосил звичайний
Самосил звичайний, самосил гайовий (Teucrium chamaedrys L.) — невеликий (20—35 см заввишки) розгалужений напівкущик родини губоцвітих.

## Біоморфологічна характеристика
Кореневище повзуче. Стебло — повзучовисхідне зі здерев'янілими гілочками при основі, звичайно пухнасте, коротковолосисте. Листки супротивні, при основі пластинки клиноподібні, звужені в короткий черешок; нижні — оберненояйцеподібні, верхні довгасті, нерівномірно надрізано-зарубчасті, верхівкові трохи більші або коротші від квіток. Квітки середньої величини, у пазушних 2—6 квіткових кільцях, обернені всі в один бік, утворюють коротке китицеподібне верхівкове суцвіття. Квітки неправильні, оцвітина подвійна. Чашечка трубчаста з п'ятьма зубцями і десятьма жилками, при основі на нижньому боці вона трохи здута. Віночок (11—15 мм завдовжки) блідо-пурпуровий, складається неначе з однієї п'ятилопатевої губи, в 2,5 раза довший від чашечки. Тичинки (чотири) висуваються з виїмки верхньої губи. Маточка одна, зав'язь верхня, чотирилопатева, стовпчик один. Плід — розпадний горішок. Горішки округлояйцеподібні, сітчасто-зморшкуваті.
Самосил гайовий росте у хвойних, рідше у мішаних лісах, на галявинах і узліссях. Рослина світлолюбна. Цвіте у червні — липні.
Поширений самосил по всій Україні. Заготовляють у районах поширення.

## Практичне використання
Лікарська, отруйна, медоносна, танідоносна, фарбувальна, декоративна рослина.
У народній медицині використовується як тонізуючий, ранозагоювальний, протизапальний, сечогінний, кровоспинний засіб, при легеневих кровотечах, ревматизмі, подагрі, водянці, при висипах на шкірі, золотусі, геморої. Зовнішньо — для ванн, компресів, для лікування фурункулів, гнійних ран і запалення очей.
У гомеопатії використовують есенцію з щойно зібраних квітучих стебел самосилу.
Рослина вважається шкідливою для великої рогатої худоби, надає молоку й молочним продуктам неприємного часникового запаху та гіркого присмаку.
Самосил — непоганий літній медонос, охоче відвідується бджолами.
У квітках і листках його містяться ефірні олії (0,06 %) приємного запаху. Є вказівки вирощувати самосил в культурі як пряноароматичну рослину. Корені його містять таніди, придатні для дублення шкур.
Корені самосилу дають жовту, коричневу, сіро-зелену, оранжеву фарби.
Придатний для бордюрів, альпійських гірок. Використовується як ґрунтопокривна рослина.

## Збирання, переробка та зберігання
Збирають квітучі пагони самосилу протягом літа. Сушать у затінку, зберігають у коробках, вистелених папером.